# 杞县文庙
杞县文庙，又称杞县学宫、杞县黉学，位于中华人民共和国河南省开封市杞县，始建于明朝，在明、清两代曾为杞县的文庙和县学。

## 历史
据清乾隆五十三年《杞县志》记载，杞县文庙于明洪武三年（1370年）由县丞姚敏始建于县衙西侧，此后明清两代又多次增建修葺。1932年，河南大学教授王毅斋在杞县创办杞县大同中学，1934年9月迁入文庙内，当时中共杞县县委也设于此。杞县文庙因此在1986年以“杞县大同中学旧址”的名称被公布为第二批河南省文物保护单位。
1938年大同中学解体，又恢复为文庙。文化大革命期间，杞县文庙曾遭到破坏，棂星门被拆除，大成殿顶的脊兽被毁。文革之后，杞县文庙成为杞县文化局、文物保管所的办公场所。2014年后，杞县政府对大成殿进行修缮，复建棂星门和戟门，并对外开放参观。

## 现存建筑
杞县文庙原有建筑现存大成殿、东西庑、泮池，均为清代建筑，另存两棵古木。大成殿为文庙的主体，建在东西长23.2米，南北宽18.05米，高1.38米的台基之上。大成殿宽阔五间，进深四架，单檐歇山顶，覆绿色琉璃瓦。戗脊用彩色浮雕牡丹脊筒子砌筑，下端各饰两猛兽，翼角升起，下悬有风铎，两山饰悬鱼。檐下施五踩斗拱。檐柱之间以平板枋相衔，下饰额枋，镂雕“二龙戏珠”、“殿堂楼阁”、“八仙过海”、“丹凤朝阳”等图案。东西两庑由青砖垒砌，硬山顶，覆灰色筒板瓦。

## 图集

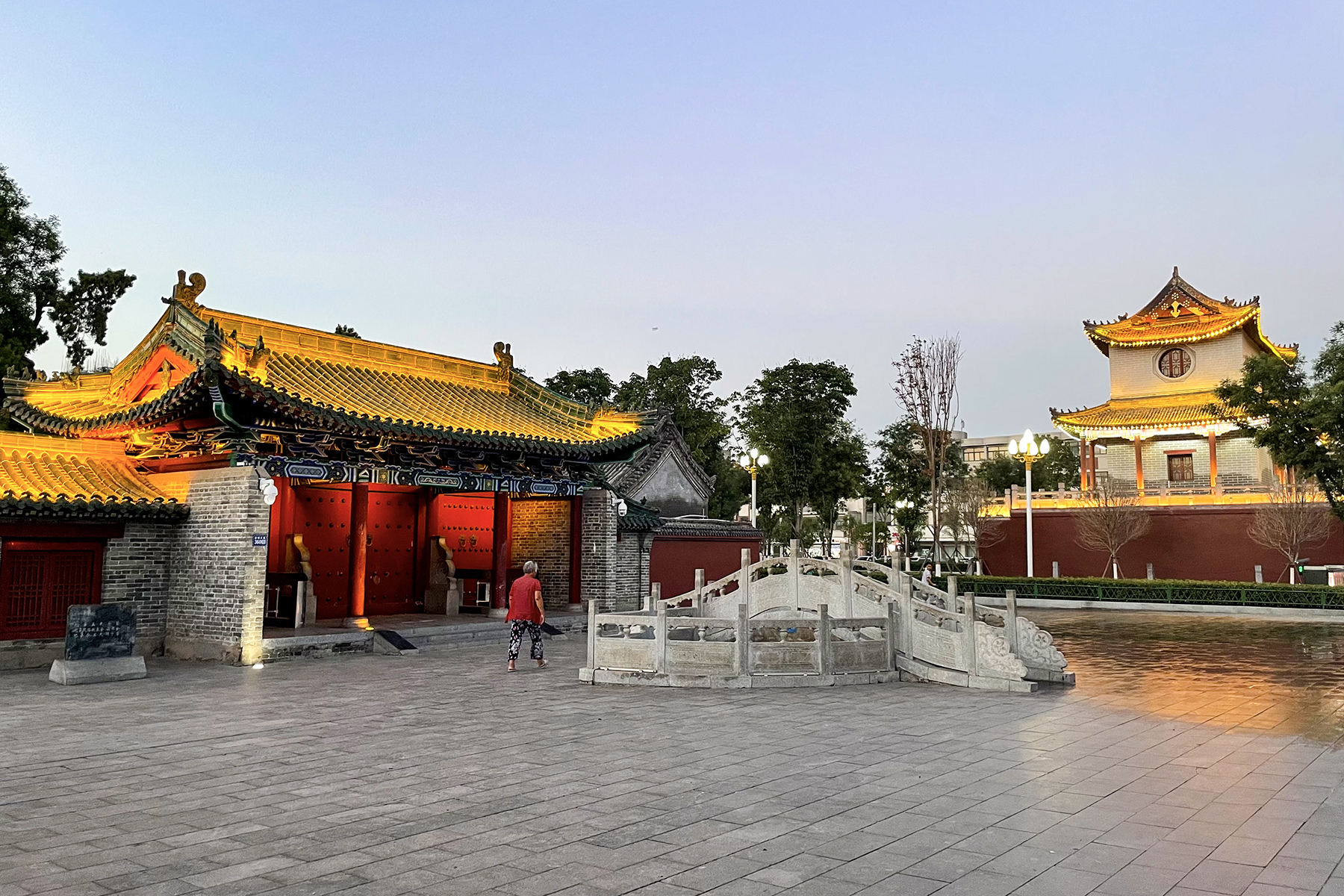
傍晚的戟门和泮池，右侧建筑为抚辰楼
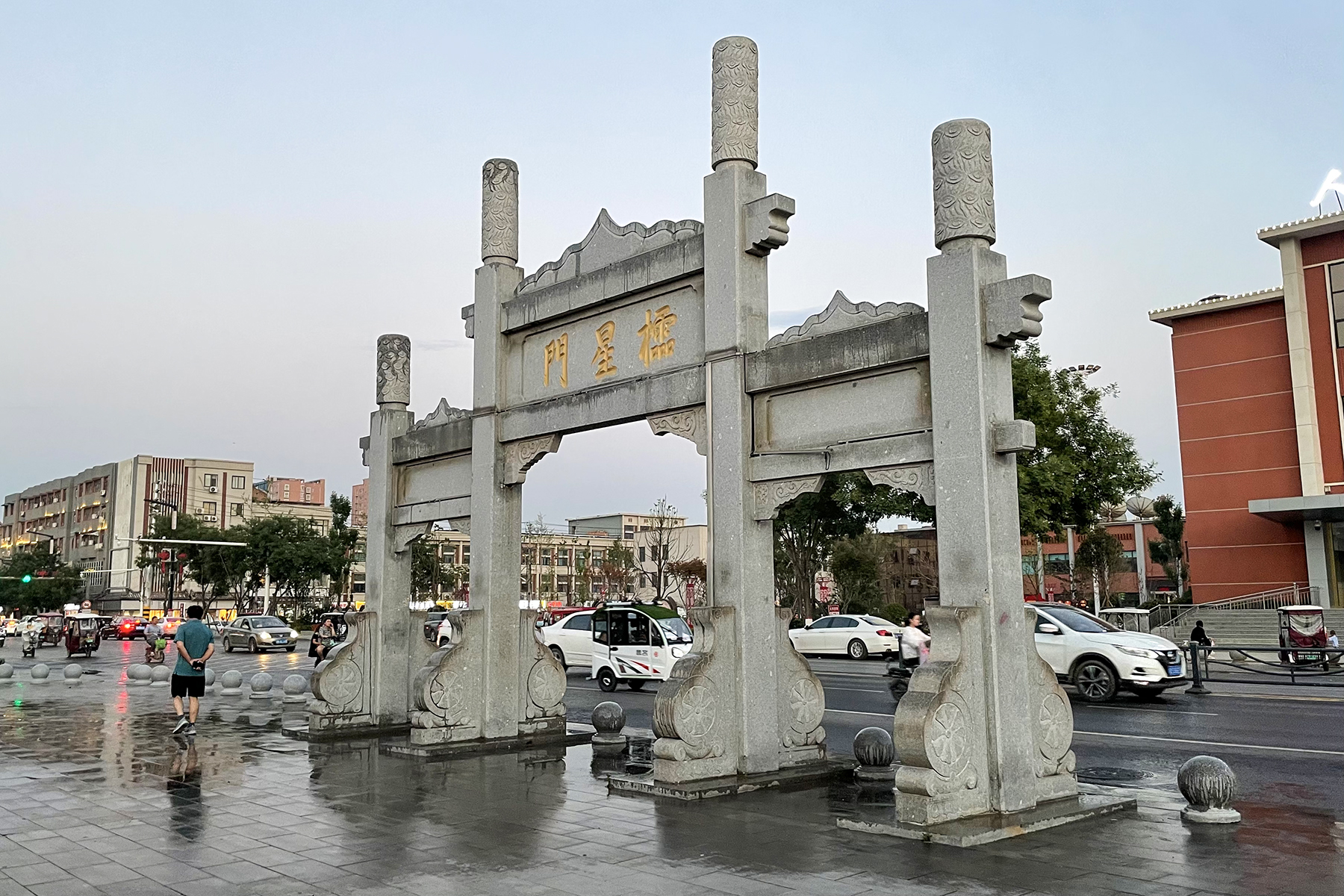
复建的棂星门
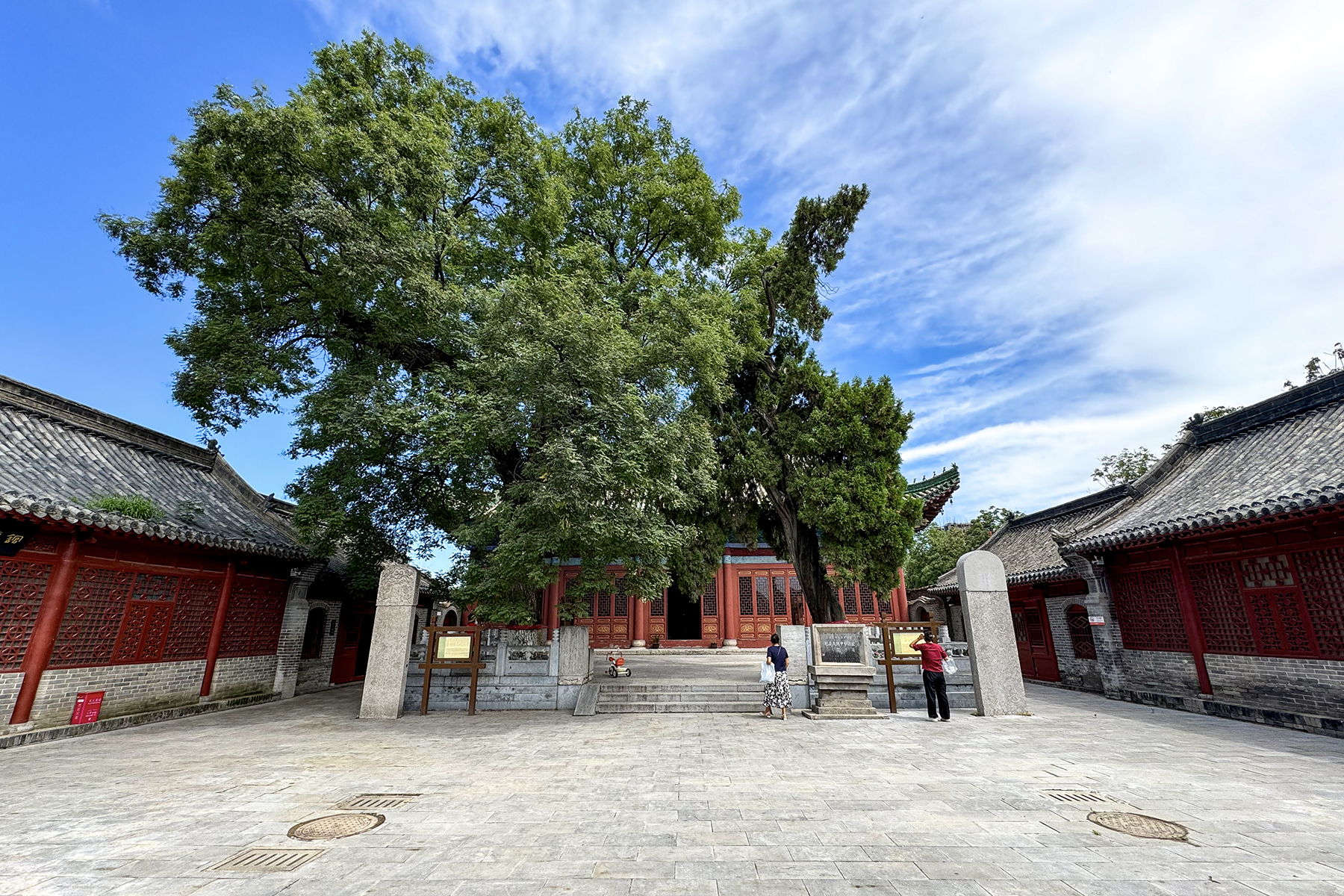
文庙院内，有一株古柏和一株古槐